# Colapso del glaciar Birch de 2025
El colapso del glaciar Birch de 2025, fue un desastre natural ocurrido el 28 de mayo de 2025, que afectó al pueblo de Blatten en el valle de Lötschental en el cantón de Valais, Suiza. El derrumbe del glaciar Birch en la zona montañosa de Bietschhorn provocó un deslizamiento de tierra que sepultó y destruyó gran parte del pueblo. La aldea principal había sido evacuada a partir del 19 de mayo.

## Antecedentes y causas probables

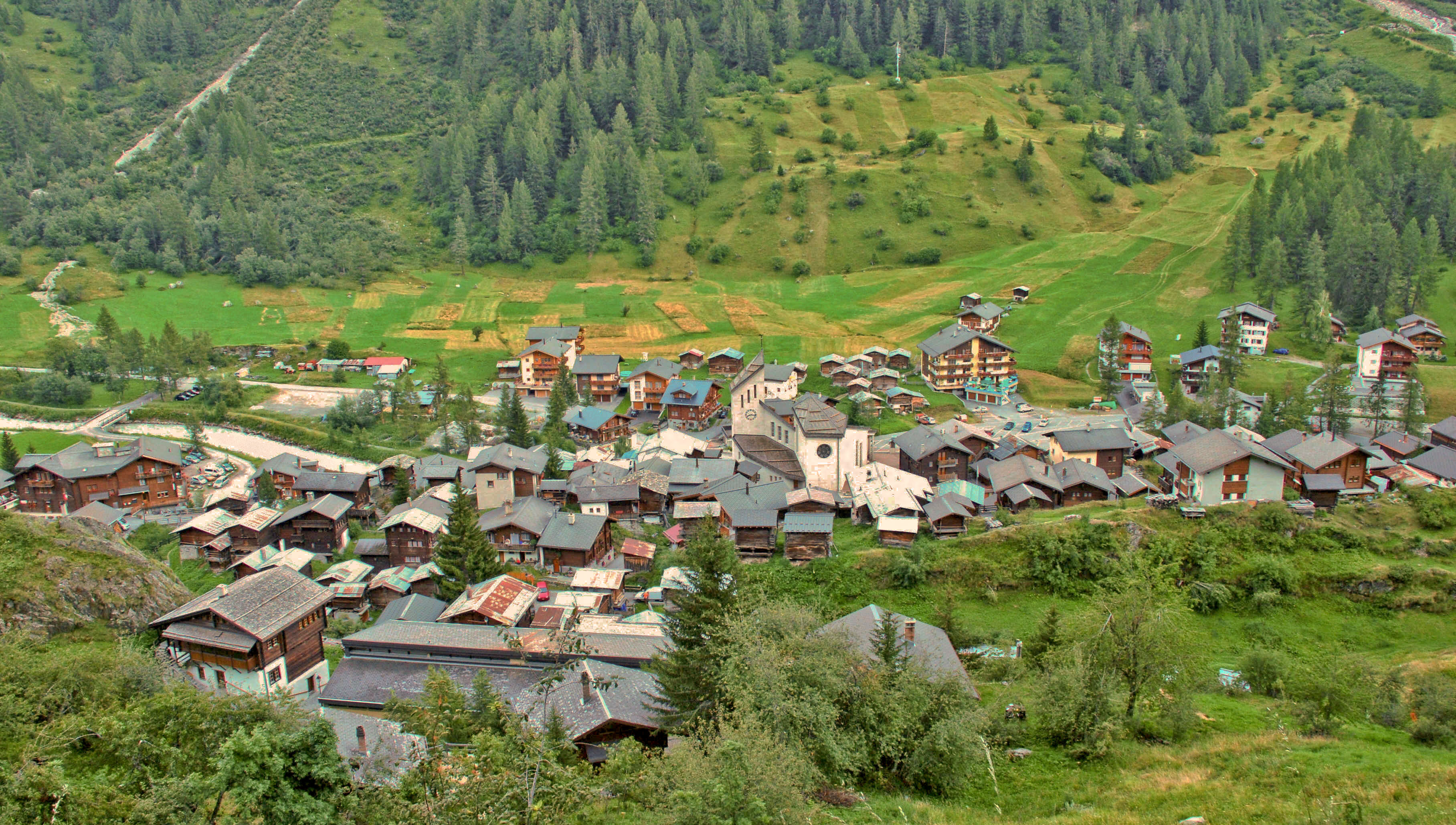
Blatten (2007), vista desde el noroeste. Las masas de hielo y roca provenían del arroyo visible en la parte superior derecha y se desplazaban hacia la ladera opuesta (donde se tomó la foto). Varias casas cerca del puente de la izquierda inicialmente no fueron afectadas, pero al día siguiente quedaron sumergidas cuando se represó el río.

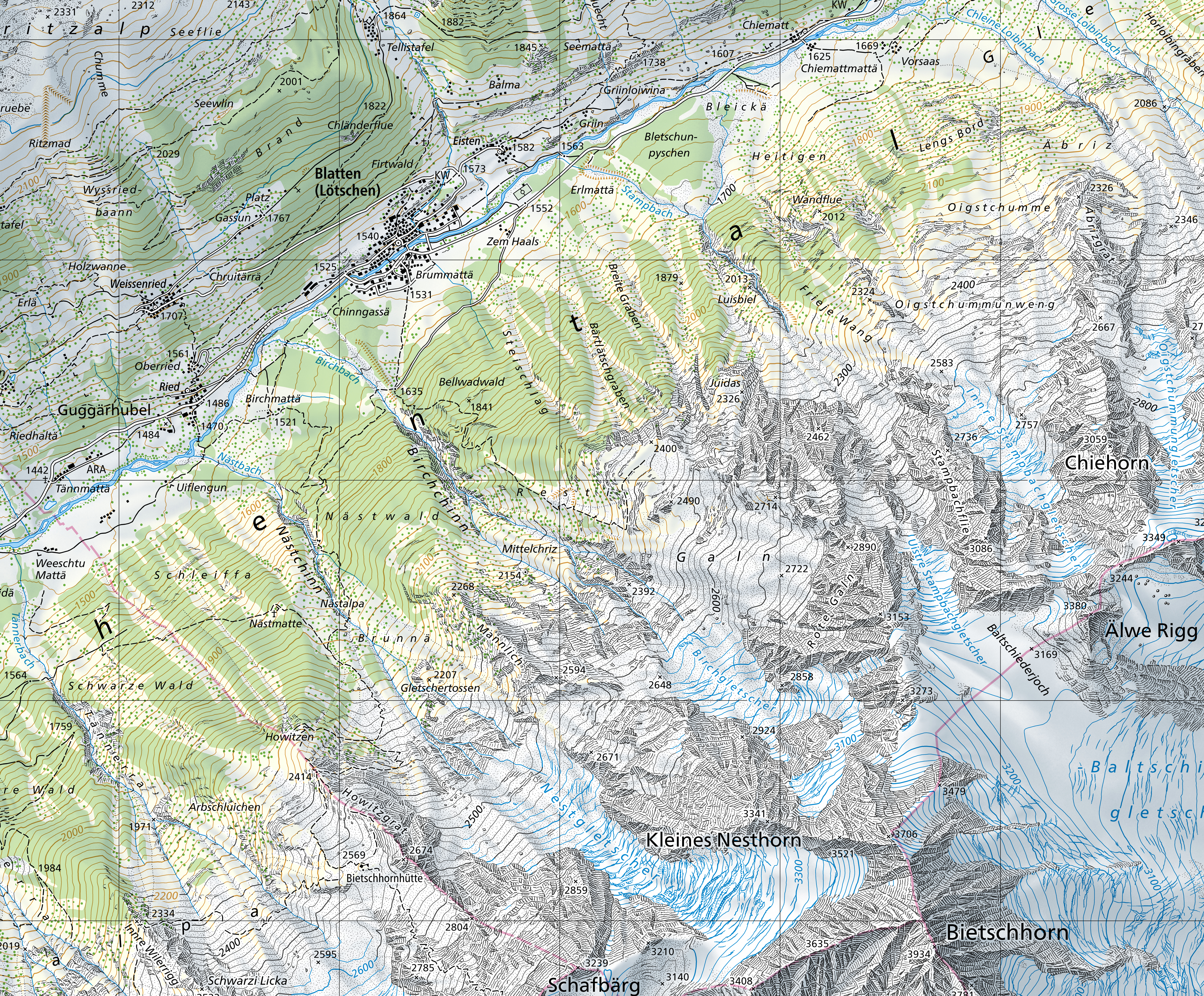
Blatten, al sureste el Kleines Nesthorn y en el medio el glaciar de Circh (Birchgletscher), en un mapa de 2023.

A diferencia del retroceso general de los glaciares desde 1850, el glaciar Birch había avanzado unos 50 metros en los cinco años anteriores al deslizamiento de tierra, probablemente debido a la acumulación de roca erosionada por repetidos desprendimientos de rocas sobre el glaciar.
Según Christophe Lambiel, de la Universidad de Lausana, el aumento del movimiento de los glaciares y el desprendimiento de rocas de los mismos estaría relacionado con el cambio climático, aunque Matthias Huss, director de la Agencia Suiza de Monitoreo de Glaciares, ha sostenido que establecer un vínculo tan directo es complicado, pues, de ser así «todas las montañas de los Alpes podrían derrumbarse, y ese no es el caso», inclinándose por la hipótesis de cambios en el permafrost, como causa del colapso.
El glaciar Birch comenzó a ser monitorizado tras un gran deslizamiento de tierra ocurrido el 18 de diciembre de 1993.

## Eventos

### Inestabilidad y primeros desprendimientos
El 14 de mayo de 2025 se observaron las primeras señales de inestabilidad en la montaña Kleines Nesthorn (de cerca de 3342 m). El pico, que está a unos 950 m al noroeste del Bietschhorn (de 3394 m) se encuentra en una zona geológica compleja de gneis y anfibolita, afectada por la erosión y actividad glaciar. La caída de rocas de gran tamaño sobre el glaciar Birch provocó un flujo de escombros que se detuvo a unos 500 m sobre el lecho del valle y el río Lonza.
El 17 de mayo de 2025, tras el flujo de escombros, 92 personas fueron evacuadas debido al creciente movimiento del suelo. El 19 de mayo de 2025, los 300 residentes fueron advertidos y evacuados en dos horas. Gran parte del ganado de la aldea principal también fue evacuado.

El movimiento de la ladera de la montaña se había acelerado a 17 m en tres días, lo que aumentó los temores de un colapso inminente. La cara noreste del Kleines Nesthorn finalmente se deslizó sobre el glaciar en varias fases.

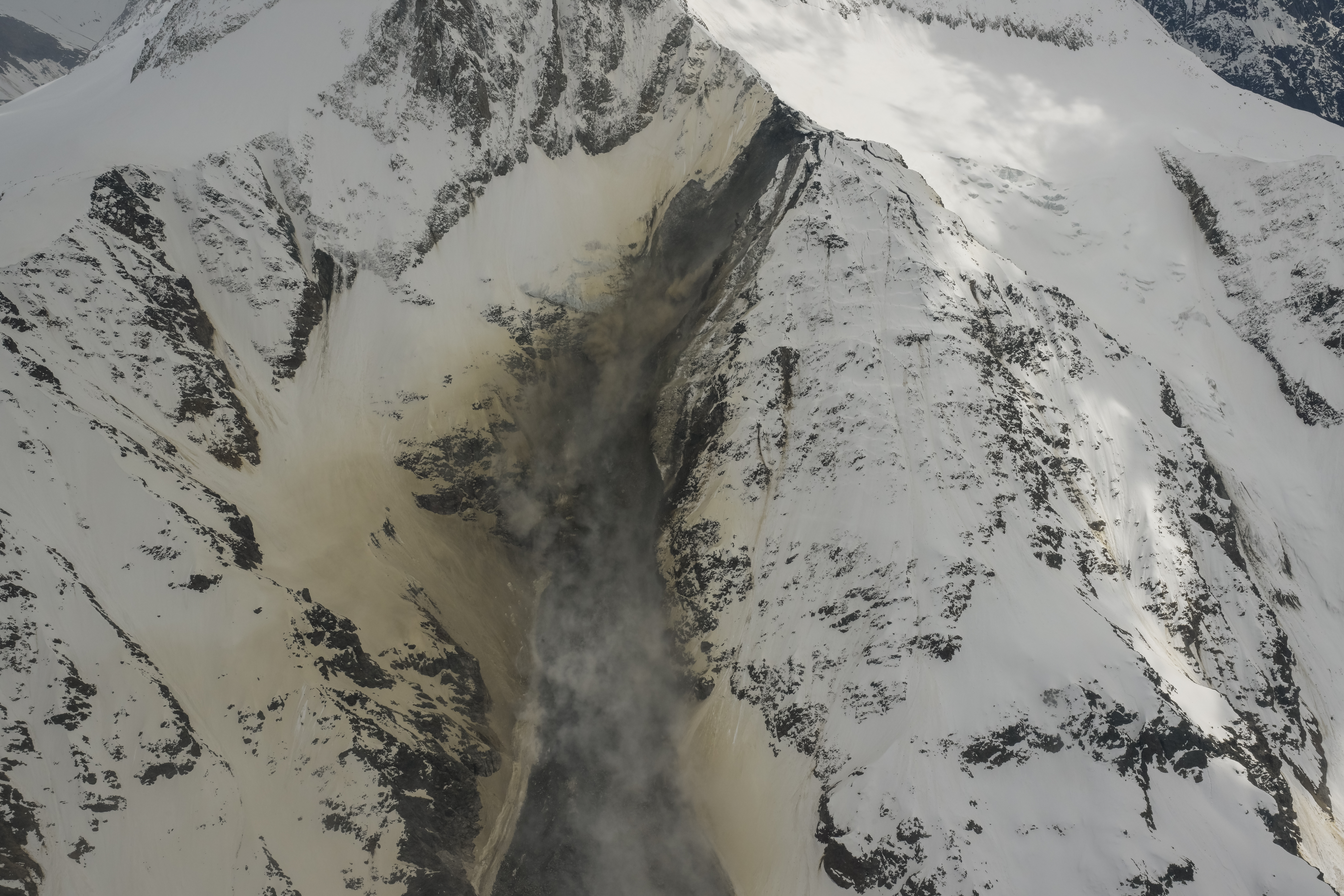
Pequeño desprendimiento de rocas el 19 de mayo de 2025

Entre el 19 y el 20 de mayo, alrededor de 1,5 millones de m³ de roca cayeron desde Kleines Nesthorn sobre el glaciar Birch, aumentando notablemente su caudal hasta el 21 de mayo.
El Servicio Sismológico Suizo registró más de una docena de desprendimientos de rocas menores después del 19 de mayo, con magnitudes entre 0,3 y 1,6, excluyendo el evento principal del 28 de mayo.
El 24 de mayo, la velocidad del glaciar alcanzó los 4,5 m por día. La pila de escombros en el glaciar alcanzó 81 m de altura el 25 de mayo, y el glaciar avanzó 10 metros (10,9 yd) por día antes del 27 de mayo.

### Colapso del glaciar del 28 de mayo
La lengua glaciar, muy cargada, se desprendió el 28 de mayo, provocando una enorme avalancha de hielo y escombros que sepultó alrededor de 130 edificaciones (aproximadamente el 90% del pueblo principal de Blatten), incluida la iglesia del pueblo.
Aproximadamente 3 millones de m³ de rocas y grandes segmentos de glaciares cayeron en el valle. Las ondas sísmicas del evento fueron comparables a las de un terremoto de magnitud 3,1.
El volumen total del yacimiento alcanzó los 10 millones de m³ y sepultó partes de la localidad de Ried. Weissenried (distante  unos 1700 m) se salvó por poco. El río Lonza quedó represado por el campo de escombros por unos 2 km de longitud y hasta 200 m de ancho.
No se confirmaron víctimas mortales, aunque se informó como desaparecido un residente local, que se encontraba fuera del área evacuada cuidando sus ovejas.

## Consecuencias

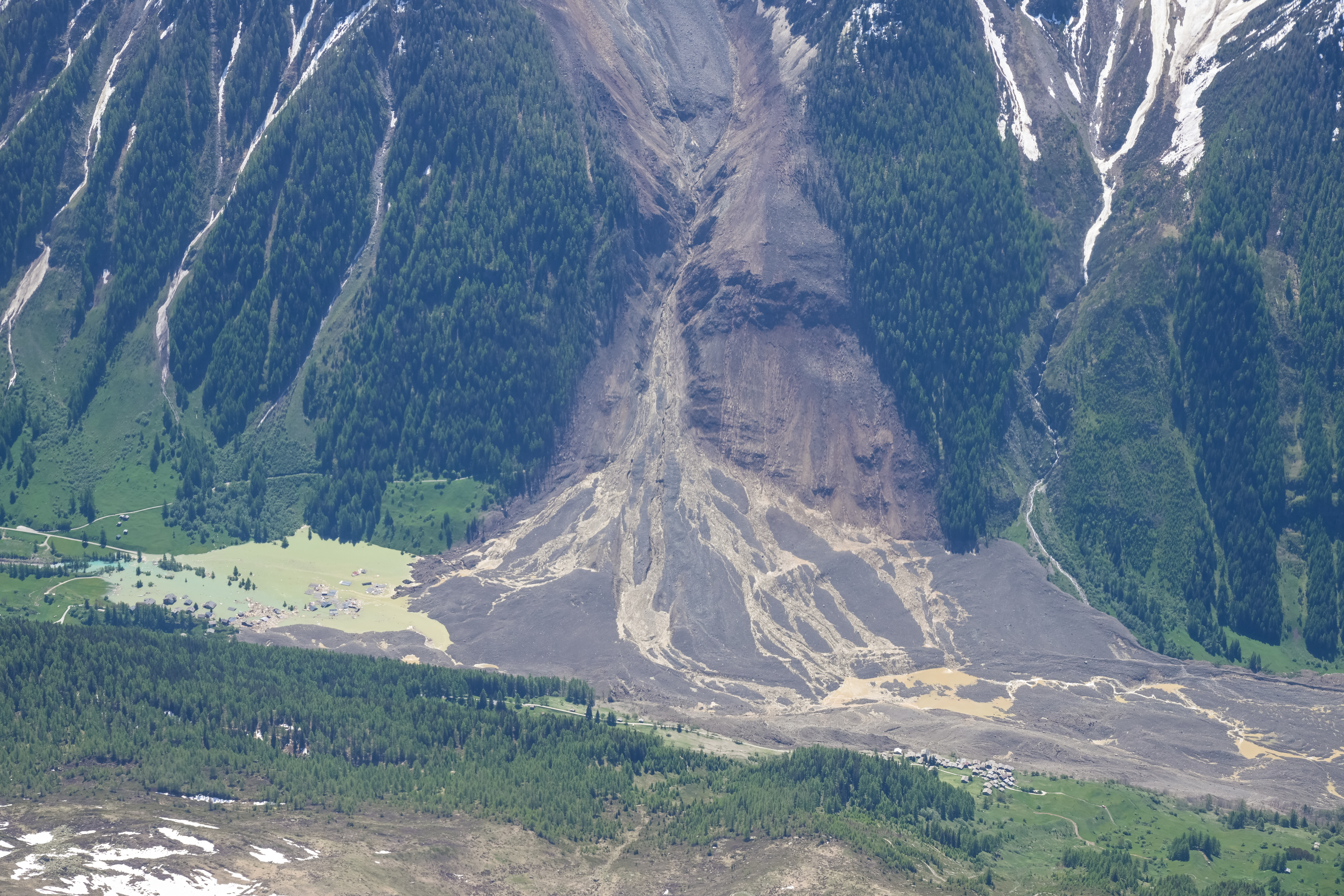
Consecuencias del colapso del 30 de mayo de 2025

Los escombros bloquearon los ríos Lonza y Gisentella, formando un lago detrás del depósito. El agua subió 80 cm por hora el 29 de mayo, pero comenzó a drenarse lentamente a través de los escombros el día siguiente.
El 28 de mayo a las 22:30 se llevaron a cabo evacuaciones preventivas a lo largo del río Lonza en las localidades de Wiler y Kippel ante el riesgo de inundación por una posible ruptura de la presa de escombros
Hacia el 29 de mayo quedaban más de 100.000 m³ de roca inestable. Se produjeron más derrumbes y deslizamientos de escombros, y las autoridades informaron que las operaciones de limpieza aún no eran posibles debido a los riesgos persistentes relacionados con la inestabilidad de la roca y el glaciar.
El embalse de Ferden fue drenado preventivamente para absorber posibles inundaciones.
El 30 de mayo, agua cargada de sedimentos interrumpió las operaciones en la central hidroeléctrica de Ferden. Las autoridades ordenaron la liberación por su salida inferior.